# Carniola (regió eslovena)
La Carniola —Kranjska (eslovè), Krain (alemany)— és una regió d'Eslovènia al voltant de la capital eslovena Ljubljana (en alemany Laibach). El nom fa referència a l'antic poble dels carnii, una tribu de filiació encara dubtosa, que habitava la regió quan va ser incorporada a l'Imperi Romà. La Carniola és una regió muntanyosa alpina amb una superfície aproximada de 9.838 km²; el riu Sava, un afluent del Danubi, la travessa.
Antic ducat de la casa d'Àustria, fins al 1918 va formar part de l'Imperi Austrohongarès. Després de la I Guerra Mundial va passar majoritàriament a Iugoslàvia, excepte la seva part més occidental, que es va incorporar a Itàlia. Després de la Segona Guerra Mundial, la part que havia estat incorporada a Itàlia es va integrar a Iugoslàvia, fins a la dissolució d'aquesta.

## Història
En el moment d'entrar en la història, el territori de l'actual Carniola estava ocupat per diverses tribus il·líries i celtes. El 200 aC, els romans van conquerir la regió, que va formar part de les províncies romanes Pannònia i el Nòric.
Després de la caiguda de l'Imperi romà va formar part del Regne Ostrogot d'Itàlia. Els longobards, un poble germànic originari d'Europa del Nord, es van instal·lar en la regió de Carniola abans de marxar sobre la península Italiana. Els eslaus, que ja havien començat a infiltrar-se cap a la fi del segle v, ocuparen tota la regió a mitjans del segle vi.
A la fi del segle vi, els àvars van imposar el seu domini sobre Carniola des del seu centre de poder a les planes de Pannònia. El 626, després de fracassar aquest poble en el seu intent de prendre Constantinoble, els eslaus es revoltaren i la Carniola va entrar a formar part de l'efímer imperi eslau de Samo.
Els francs de Carlemany van conquerir Carniola el 788. La regió va ser incorporada a la marca de Friül i, quan aquesta es va dividir, es va constituir en una marca independent, la marca de Carniola, amb un cap eslau, dependent del governador de Baviera, que residia a Kranj. Cent anys després, les tribus magiars van creuar els Carpats i s'instal·laren a Pannònia, separant als avantpassats dels eslovens dels avantpassats dels eslovacs.
Els nobles bavaresos i francs van anar ocupant els feus que s'hi anaven creant, de tal manera que, entre el segle viii i fins a la fi de la Primera Guerra Mundial, la població eslava va ser governada per una minoria de parla germànica. En aquest repartiment de poder van també va participar l'Església i els bisbes de Freising, Brixen i Aquileia, van gaudir d'extenses possessions a Carniola fins al punt de ser tan poderosos com els ducs de Celje, Gorizia o Babenberg. La marca de Carniola va canviar de mans fins que finalment, el 1268, tota Carniola, junt amb Caríntia, foren heretades pel rei de Bohèmia Ottokar II. En ser vençut i mort aquest rei en la batalla de Dürnkrüt, el 1278, Carniola va tornar novament a mans austríaques.
Convertida en ducat, el Ducat de Carniola, va pertànyer a l'Imperi Austríac fins al final de la Primera Guerra Mundial, quan Carniola es va incorporar al Regne dels Serbis, Croats i Eslovens, conegut després com a Regne de Iugoslàvia.